# Pedro Miranda Maya
Pedro Miranda Maya (Bourg-la-Reine, Illa de França, 19 d'agost de 1808 - Madrid, 17 de desembre de 1858) fou un enginyer espanyol, acadèmic fundador de la Reial Acadèmia de Ciències Exactes, Físiques i Naturals.
Fill d'un militar, va néixer a França, on era destinat el seu pare amb el marquès de la Romana. Ingressà a l'Exèrcit espanyol, i ascendí a cadet de cavalleria en 1816 i a sotstinent en 1817. En 1819 ingressà al Seminari de Nobles de Bergara i en 1821 en l'Escola d'Enginyers. Aquesta va tancar a la fi del trienni liberal (1823) i en 1824 va marxar a França, on fou conseller del director general de Ponts. En 1829 va anar a Prússia per completar la formació i en 1830 va tornar a Espanya.
En 1833 fou nomenat primer oficial del Ministeri de la Governació. En 1838 va ser nomenat Alcalde Constitucional de Madrid i en 1840 secretari de la governació. En 1841 va ascendir a director general d'Obres Públiques. Durant el seu mandat va ordenar la construcció de carreteres, encarregades a Lucio del Valle, així com nombrosos ponts penjants. El 1844 fou enginyer de la línia fèrria que havia d'unir Madrid amb Albacete i Alacant i de 1845 a 1851 fou l'enginyer encarregat pel marquès de Salamanca de la construcció de la línia Madrid-Aranjuez.
En 1847 acadèmic fundador de la Reial Acadèmia de Ciències Exactes, Físiques i Naturals.